# Априлска революция
Априлската революция (на пущунски: د ثور انقلاب‎; на дари: إنقلاب ثور), наричана още Саурска революция, е революция, водена от Народната демократична партия на Афганистан (НДП) срещу самопровъзгласилият се афганистански президент Мохамед Дауд Кан на 27 – 28 април 1978 г.
Правителството е ръководено от Дауд, който преди това сваля братовчед си крал Мохамед Захир през 1973 г. „Сур“ на езика Дари означава втория месец от Персийския календар, месеца, в който се състои революцията. Тя води до намеса от страна на СССР и начало на съветско-афганистанската война срещу муджахидините от 1979 г.

## Преврат
Правителството на президента Мохамед Дауд Кан е свалено насилствено в ранните часове на 27 април 1978 г., когато военни части, верни на военното крило на НДП, щурмуват двореца в сърцето на Кабул. Превратът е стратегически планиран да започне в четвъртък 27 април, защото това е денят преди петък – мюсюлманския ден за поклонение, а повечето военни командири и правителствени служители не са на служба. С помощта на няколко самолета на военно въздушните сили в Афганистан, които са предимно съветски МиГ-21 и Су-7s, войските преодоляват съпротивата на президентската гвардия и убиват Мохамед Дауд Кан и повечето членове от неговото семейство.
Според очевидец, първите признаци за предстоящ преврат в Кабул, са около обяд на 27 април, когато танкова колона се отправя към града, дим е забелязан в близост до Министерството на отбраната и въоръжени мъже, някои във военна униформа, а други не, преминават. Първите изстрели са чути близо до Министерството на вътрешните работи, където група полицаи се изправят срещу придвижващата се колона. От там боевете се разпространяват и в други райони на града. По-късно, същия следобед, първите изтребители Су-7s, летят ниско и изстрелват ракети към Националния дворец в центъра на града. Вечерта по държавното радио е съобщено за свалянето на режима на Дауд Кан.
Въздушните атаки срещу двореца се засилват около полунощ, когато шест Су-7s отправят многократни атаки, осветявайки града. На следващата сутрин 28 април, Кабул е спокоен, въпреки все още се чува стрелба в южната част. Когато жителите на Кабул излизат от домовете си, те осъзнават, че бунтовниците имат контрол над града и че президентът Дауд Кан и брат му Наим са убити рано сутринта. Това става, когато група войници обкръжават силно разрушеният дворец и искат тяхното предаване. Вместо това, Дауд Кан и Наим, излизат с пистолет в ръка и са застреляни.